# نيل رانكين
نيل رانكين (بالإنجليزية: Nell Rankin)‏ هي مغنية ومغنية أوبرا وموسيقية أمريكية، ولدت في 3 يناير 1924 في مونتغومري في الولايات المتحدة، وتوفيت في 13 يناير 2005 في نيويورك في الولايات المتحدة بسبب مرض.

## وصلات خارجية
- نيل رانكين على موقع IMDb (الإنجليزية)
- نيل رانكين على موقع ميوزك برينز (الإنجليزية)
- نيل رانكين على موقع أول ميوزيك (الإنجليزية)
- نيل رانكين على موقع ديسكوغز (الإنجليزية)